# Michael Hansson
Michael Hansson (* 22. Januar 1972 in Malmö) ist ein ehemaliger schwedischer Fußballspieler. 

## Werdegang

### Vereinskarriere
Hansson begann mit dem Fußballspielen in der Jugend von Malmö FF, pausierte aber zeitweise und nahm später beim Malmöer Klub BK Olympic das Spielen wieder auf. Für den Klub spielte er in der vierten Liga. 1994 wechselte er zu Trelleborgs FF in die Allsvenskan. Dort blieb er sechs Spielzeiten und spielte zeitweise auch international im Europapokal, ehe er 2000 zum amtierenden Meister Helsingborgs IF wechselte. Mit diesem sorgte er in der UEFA Champions League 2000/01 für Furore, als in der dritten Qualifikationsrunde Inter Mailand aus dem Weg geräumt und damit die Gruppenphase erreicht wurde. Dabei hatte Hansson im Hinspiel den spielentscheidenden Treffer zum 1:0-Erfolg erzielt, der aufgrund des 0:0-Remis im Giuseppe-Meazza-Stadion das Weiterkommen bedeutete. Nach Niederlagen gegen den FC Bayern München, Paris Saint-Germain und Rosenborg Trondheim in den ersten drei Gruppenspielen stand die Mannschaft frühzeitig am Tabellenende, blieb aber in den drei Rückspielen unter anderem auswärts in Deutschland ohne Niederlage. Dennoch reichten fünf Punkte nicht zum Weiterkommen aus.
Nach diversen Verletzungsproblemen mit seinem Knie – unter anderem ein Anfang 2002 zugezogener Kreuzbandriss – wechselte Hansson nach Auslaufen seines Vertrages Ende 2003 in den Amateurbereich und unterzeichnete im Januar 2004 einen Vertrag beim ehemaligen Zweitligisten Kristianstads FF. 2005 wechselte er zum Ligakonkurrenten Höllvikens GIF, bei dem er derzeit in der vierten Liga unter Vertrag steht. Insgesamt kam er in 190 Erstligaspielen in Schweden zum Einsatz und erzielte dabei 37 Tore.
Später trainierte Hansson als Jugendtrainer seinen Sohn beim BK Höllviken.

### Als Auswahlspieler
Hansson kam am 4. Februar 2000 zu seinem einzigen Einsatz im Jersey der schwedischen Nationalmannschaft. Beim 1:1-Unentschieden gegen die norwegische Landesauswahl wurde er in der 87. Spielminute für Marcus Allbäck eingewechselt. Da das Länderspiel außerhalb des offiziellen FIFA-Kalenders ausgetragen wurde, wird es abseits des Svenska Fotbollförbundet teilweise nicht in offiziellen Statistiken berücksichtigt.